# بوریس سیدیس
بوریس سیدیس (انگلیسی: Boris Sidis; ۱۲ اکتبر ۱۸۶۷ – ۲۴ اکتبر ۱۹۲۳) آسیب‌شناس روانی، روان‌شناس، پزشک، روان‌پزشک و فیلسوف آموزش اوکراینی-آمریکایی بود. سیدیس مؤسسه روان‌پزشکی ایالت نیویورک و مجله روان‌شناسی غیرطبیعی را تأسیس کرد. او پدر کودک نابغه ویلیام جیمز سیدیس بود. بوریس سیدیس در نهایت با روان‌شناسی جریان اصلی و زیگموند فروید مخالفت کرد و در نتیجه طرد شده و درگذشت.